# MAZE☆폭렬시공
《MAZE☆폭렬시공》(일본어: MAZE☆爆熱時空, Maze the Megaburst Space)은 메카 테마에 기반한 판타지 라이트 노벨 시리즈이다. 애니메 버전에 적용되기도 했는데, 처음에는 OVA로 출시되었고 그 뒤 장편 TV 시리즈로 출시되었으며, 끝으로는 속편 영화가 등장하게 되었다. OVA와 텔레비전 시리즈 버전은 북아메리카에서는 센트럴 파크 미디어에 라이선스되었으며, DVD는 Software Sculptors 레이블을 통해 출시되었다. TV 시리즈는 컴캐스트의 Anime Selects On Demand 채널을 통해 여러 번 방영되었다. 만화는 북아메리카에서 출시되지 않았다.

## 등장 인물
- 여자 메이즈 (이카루가 메이)
- 남자 메이즈 (이카루가 아키라)
- 프린세스 미르 베르너
- "훨윈드" 쇼류드 스포르차
- 아스타로트 레게
- 랜디
- 사리스 레이피어
- 란치키

## 참고 문헌
- Ross, Carlos. “Maze”. 《T.H.E.M. Anime Reviews》. 2010년 10월 19일에 확인함.
- Ward, Paul (2001년 11월 8일). “Maze Bakunetsujiku (Maze Mega Burst Space)”. 《Anime News Network》. 2010년 10월 19일에 확인함.
- “Maze: Mega Burst Space”. 《IGN》. 2000년 10월 3일. 2012년 4월 5일에 원본 문서에서 보존된 문서. 2010년 10월 19일에 확인함.
- Ross, Carlos; Carpenter, Christina; Gaede, Eric. “Maze TV”. 《T.H.E.M. Anime Reviews》. 2010년 10월 19일에 확인함.